# Square Janmot
Le square Janmot est un square du quartier d'Ainay dans 2e arrondissement de Lyon, en France.

## Situation et accès
Le square se trouve entre la rue Guynemer et le quai Tilsitt, en face de l'ancien pont d'Ainay. Le côté qui rejoint la rue Guynemer, devant la voûte d'Ainay, est à double-sens cyclable avec un stationnement des deux côtés.
Il possède plusieurs bancs ombragés de platanes, une aire de jeux et une borne-fontaine Bayard qui distribue de l'eau potable.

## Origine du nom
Le square porte le nom de Louis Janmot (1814-1892) peintre et poète de l'École de Lyon.

## Histoire
Auparavant on était place Sainte-Claire. En 1912, la place devient le square d'Ainaypuis une délibération du conseil municipal du 1er mars 1922 lui donne le nom de Janmot.